# Église Sainte-Marie de Frangouille
L'église Sainte-Marie de Frangouille est une église d'origine romane située à Frangouille, hameau de la commune de La Tour-sur-Orb dans le département français de l'Hérault en région Occitanie.

## Localisation
L'église Sainte-Marie se situe à l'est du hameau de Frangouille, à quelques dizaines de mètres du ruisseau de Frangouille, au départ de la route qui mène vers le nord au hameau de Saint-Xist.

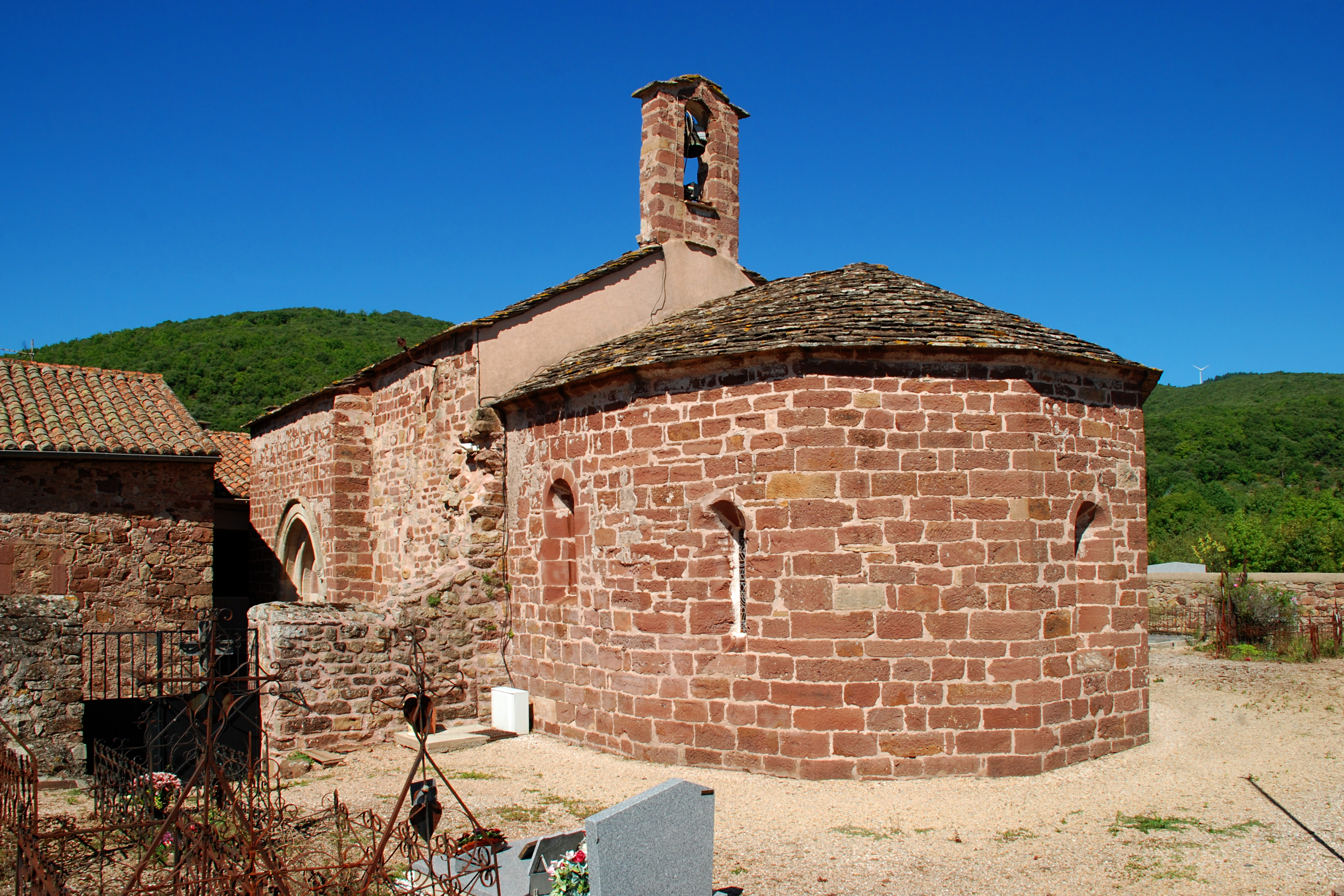
La nef et le chevet.

## Historique
L'église Sainte-Marie est mentionnée sous le nom de Sancta Maria de Frangolia en 1135 dans le cartulaire de l'abbaye Saint-Pierre-aux-Liens de Joncels, et de Sancta Maria de Frangolano en 1153 dans une bulle du pape Eugène III ainsi qu'en 1216 dans une bulle d'Honorius III.
L'état actuel de l'église résulte de plusieurs campagnes de construction : la nef remonte probablement au XIIe siècle tandis que le portail et le chœur, plus tardifs, peuvent être datés respectivement du XIVe siècle et de la fin du XVe siècle voire du XVIe siècle.
L'église de Frangouille était jadis une dépendance de l'église Saint-Cyr-et-Sainte-Julite de Saint-Xist.

## Architecture

### Plan et maçonnerie
L'église Sainte-Marie, composée d'une nef unique voûtée en berceau, et d'une abside pentagonale nervurée plus tardive, est édifiée en grès rouge d'extraction locale, la "ruffe", provenant des terres rouges de l'ancien hameau minier du Ruffas, situé à 2 km au nord-est de Frangouille.

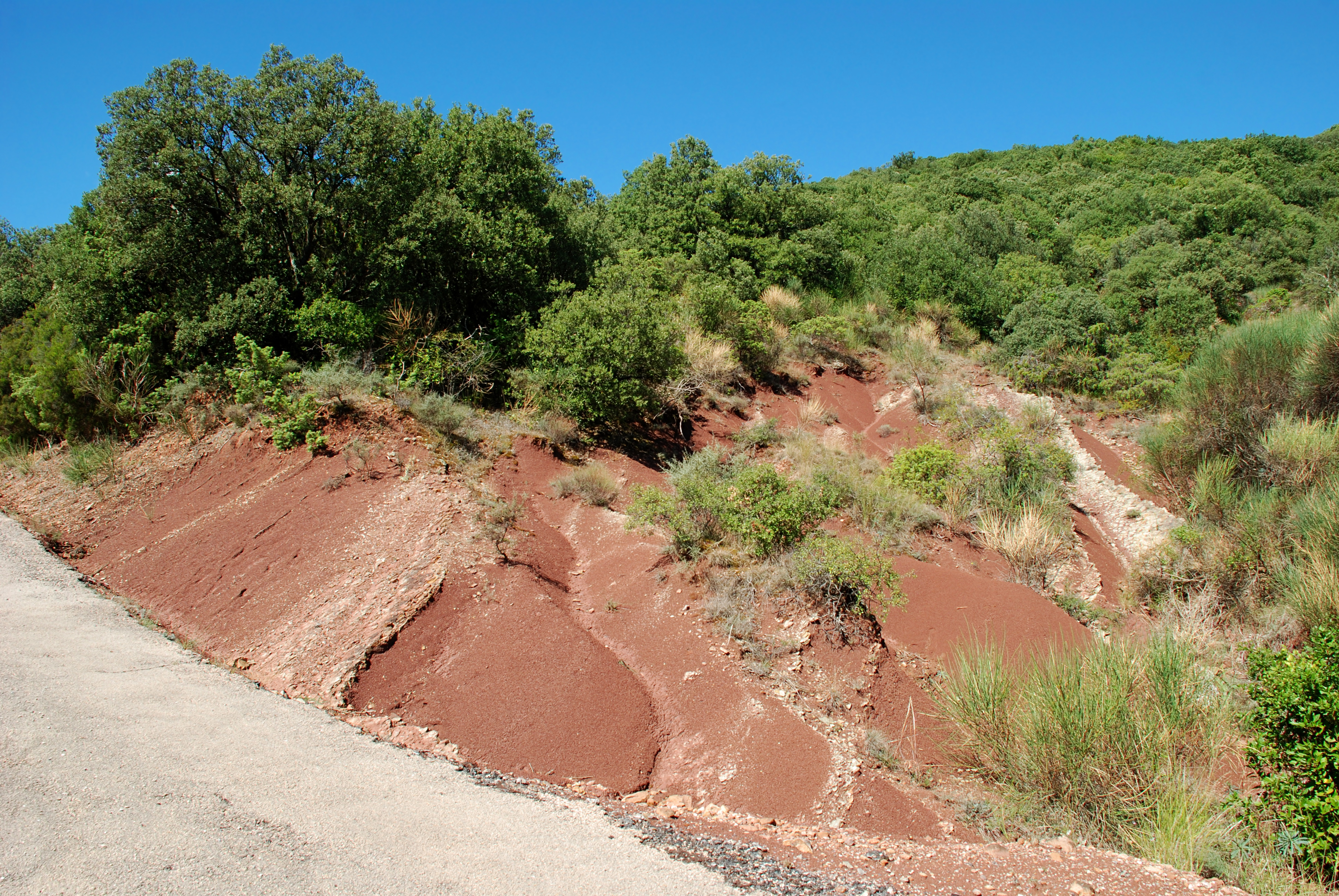
Terres rouges au hameau voisin de Saint-Xist, entre Frangouille et le Ruffas.

### Le chevet

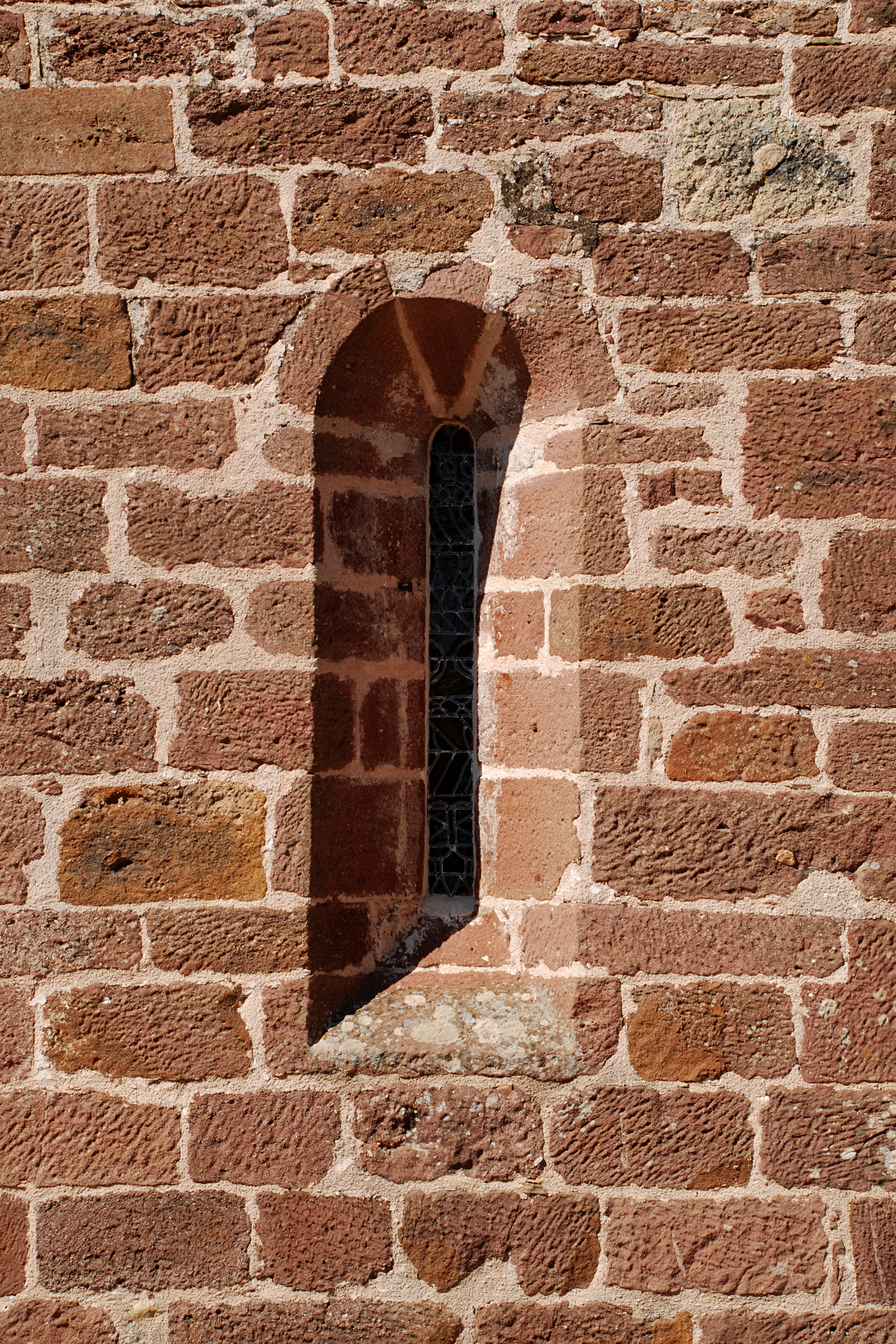
La fenêtre axiale.

À l'est, du côté du cimetière, l'église présente un chevet pentagonal de belle facture édifié en blocs de pierre de taille assemblée en appareil et couvert de lauzes.
Le chevet est percé de deux baies cintrées à double ébrasement, l'une à l'est (la fenêtre axiale) et l'autre au sud, la travée de chœur étant percée d'une fenêtre au sud.
Le côté nord du chevet et de la travée de chœur sont aveugles.

Le chevet
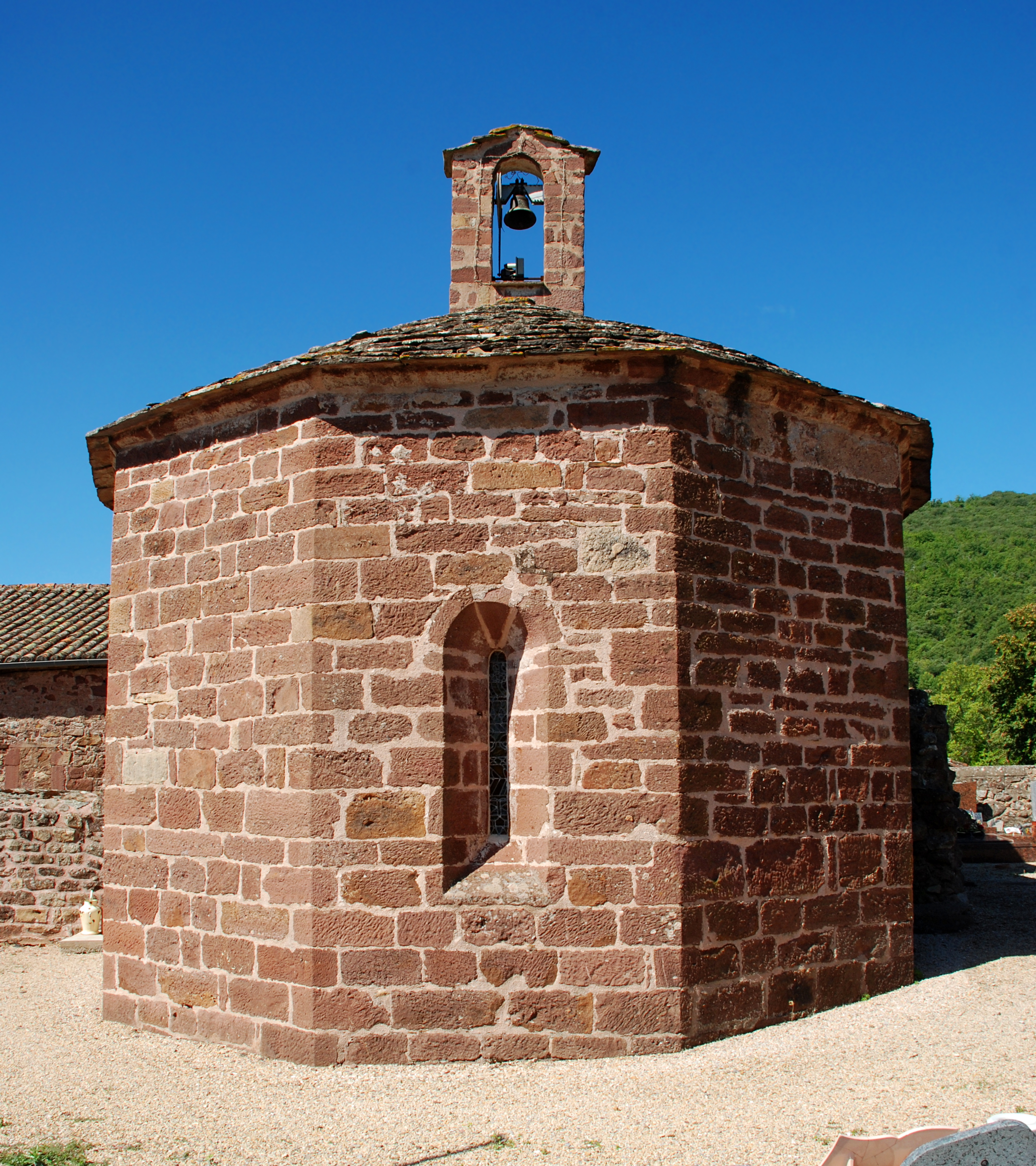
Le chevet vu de l'est.
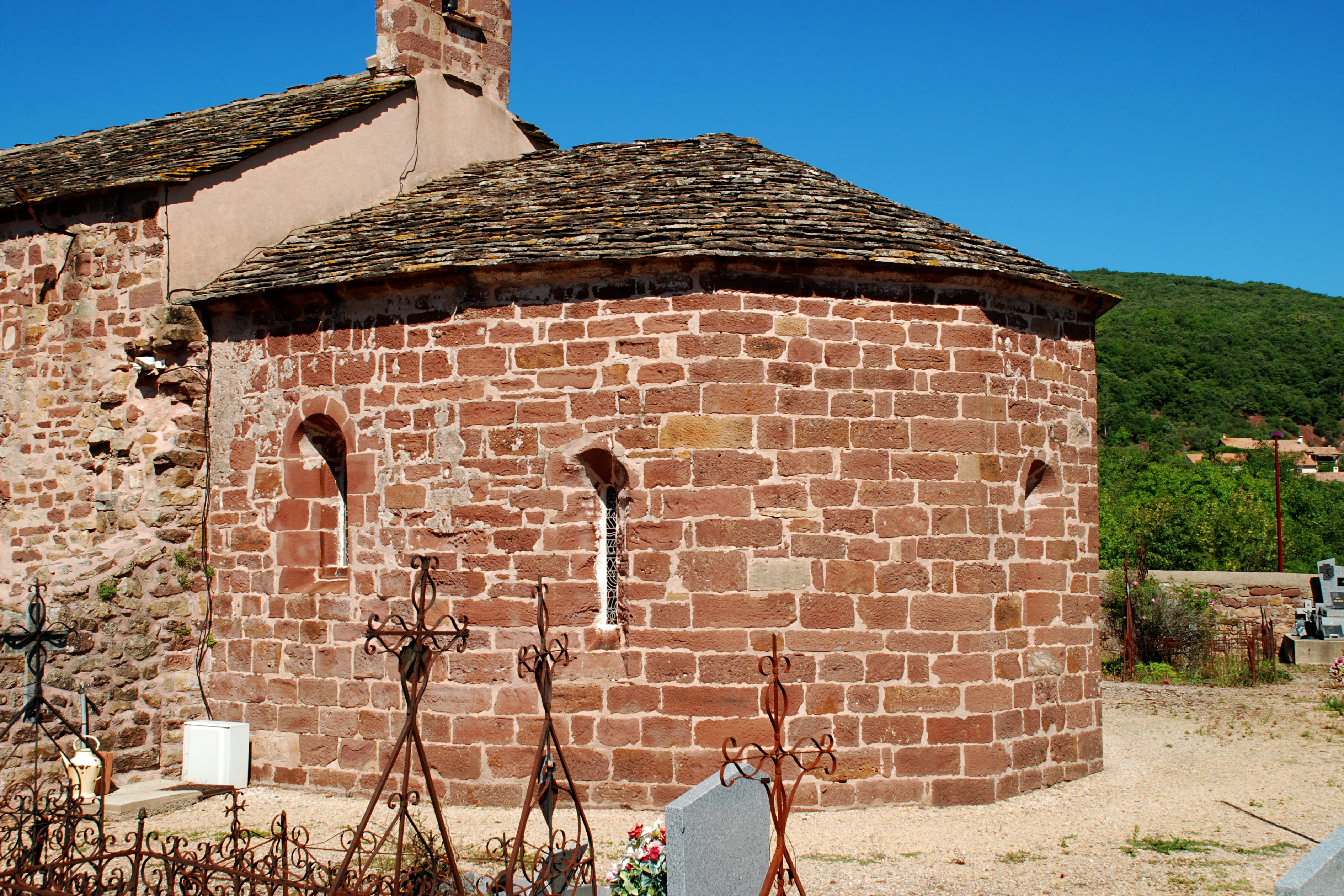
Le chevet vu du sud-est.

### La nef

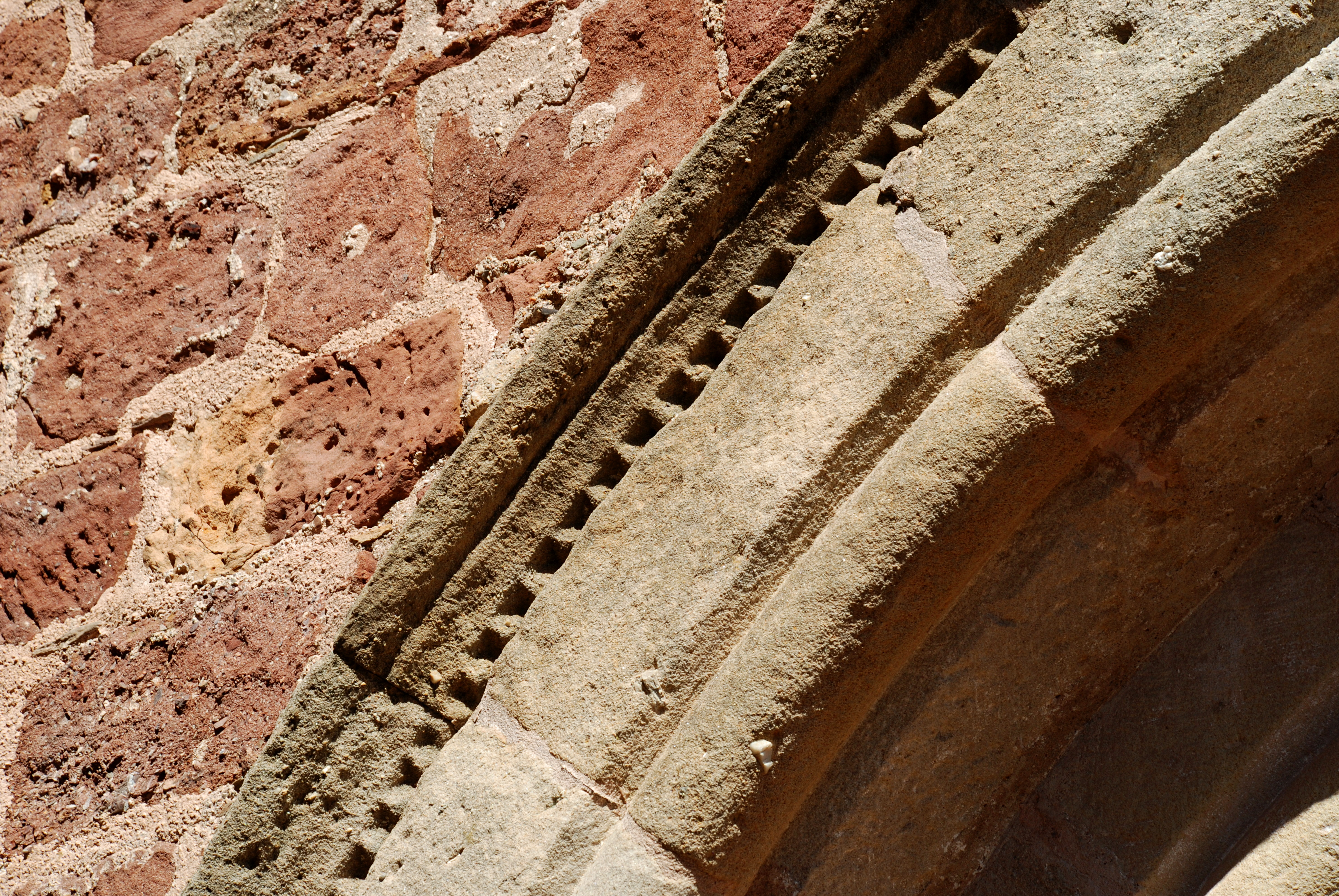
Frise de dents d'engrenage.

La nef, surmontée d'un clocheton, présente un portail méridional de style ogival, en avant-corps.
Contrairement au reste de l'église, ce portail est édifié en pierre blanche, sauf la voussure interne qui présente une bichromie obtenue par l'alternance de blocs de pierre blanche et rouge. Le portail possède une triple voussure : les deux premières voussures sont ornées chacune d'un boudin porté par de fines colonnettes tandis que la voussure interne est composée de blocs biseautés. L'arc ogival du portail, dont l'extrados est orné d'une petite frise de dents d'engrenage, est protégé par un larmier porté par des culots ornés de visages humains.
La nef présente des traces de destructions, en particulier à la jonction entre la nef et le chevet, où l'on voit les traces de l'arrachement des contreforts au nord et au sud. Sa façade nord est soutenue par trois puissants contreforts.

La nef
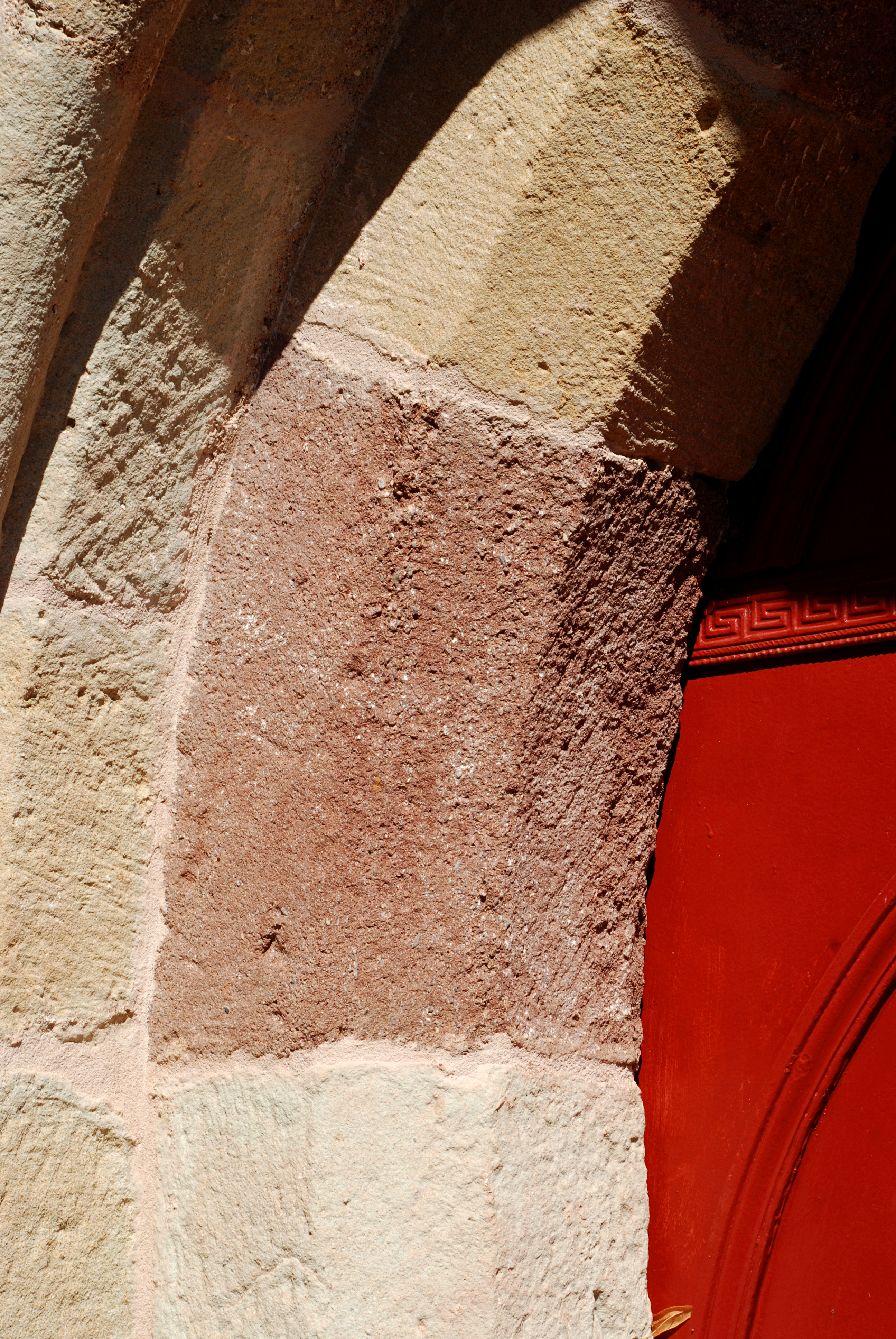
La voussure interne.
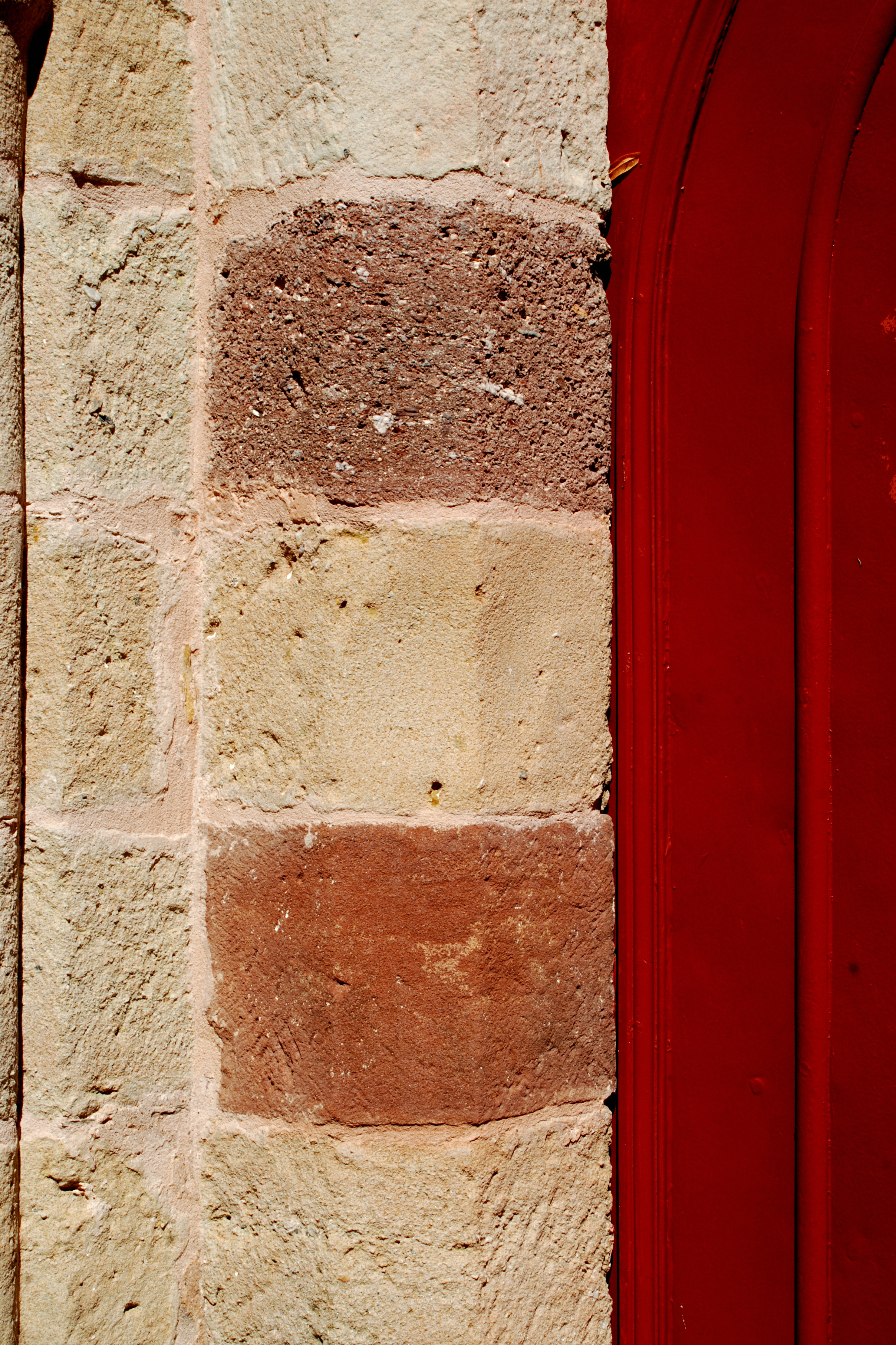
Piédroit bichrome.
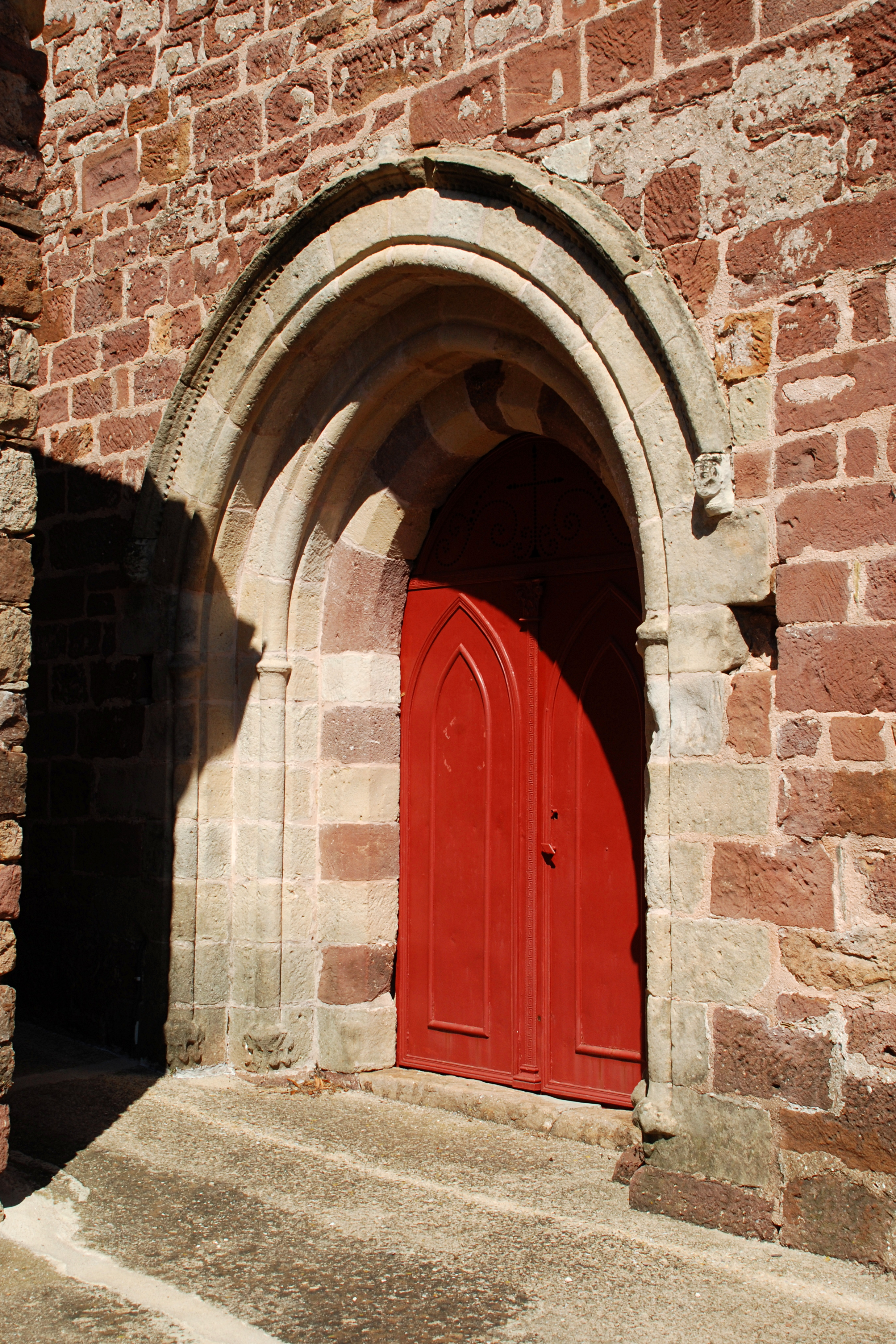
Le portail.
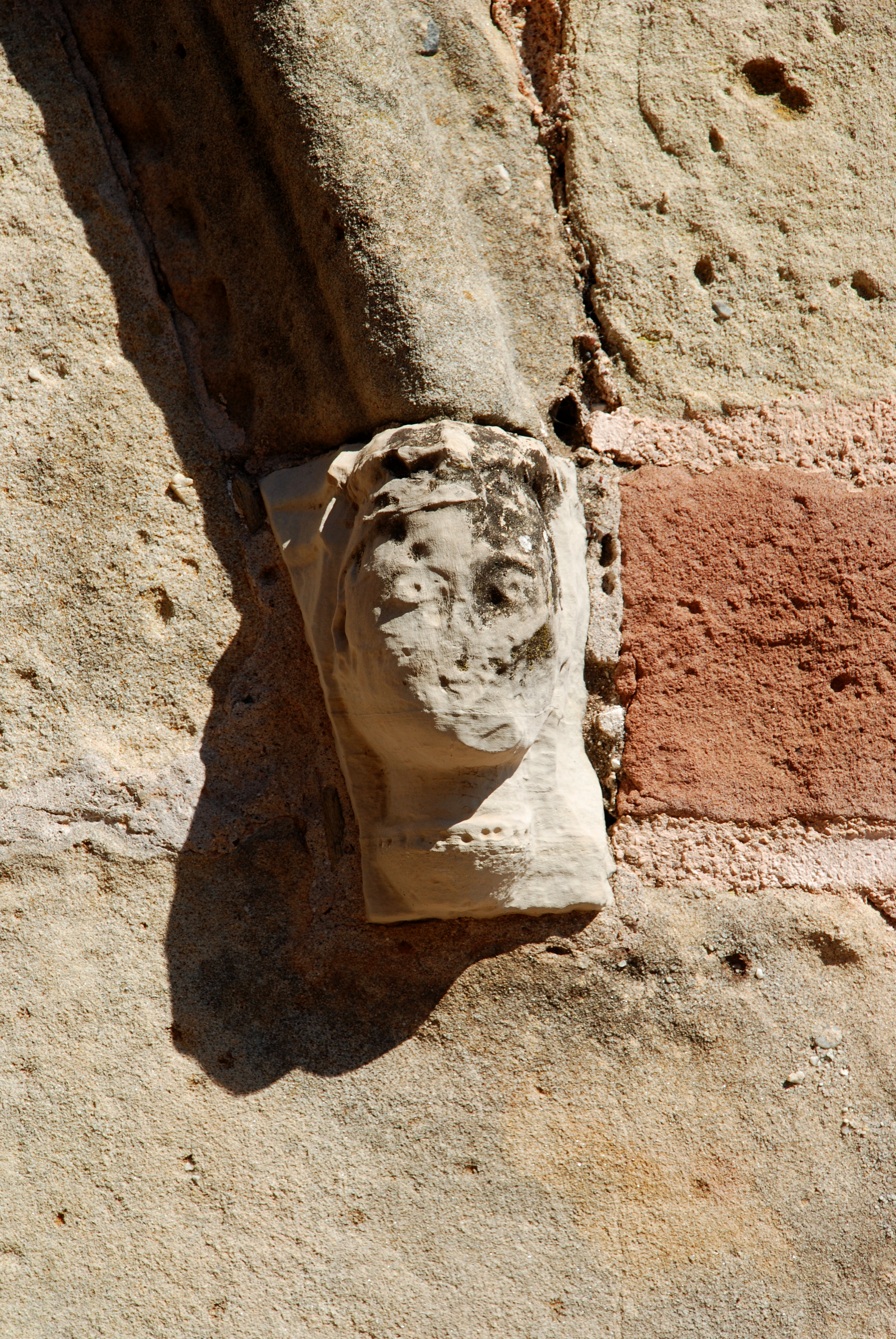
Culot portant le larmier.